# Il diario del vampiro - La maschera
Il diario del vampiro - La maschera è l'11º libro della saga di Il diario del vampiro di Lisa J. Smith, pubblicato il 27 ottobre 2011 negli Stati Uniti e il 7 giugno 2012 in italiano. È la prima parte di The Vampire Diaries. The Hunters: Phantom e, al contrario degli altri volumi della serie, è scritto da una ghostwriter.

## Trama
Dopo l'intervento delle Guardiane, la vita a Fell's Church è tornata a scorrere come prima, seppur con qualche modifica: tutti i cambiamenti apportati dall'arrivo di Katherine e Klaus sono stati annullati, i morti (tra cui il professor Tanner, Vickie Bennet e Sue Carson) sono tornati in vita e la città non è più distrutta dai kitsune. Elena scopre che anche la sua vita è diversa: si è diplomata e ha assistito al matrimonio di zia Judith con il fidanzato Robert. Eppure è ancora tormentata dal ricordo di Damon e, come Stefan, soffre per la sua morte. Alaric, il fidanzato di Meredith, sta per tornare in città ed Elena, con i suoi amici, si reca in stazione per accogliere lui e una sua collega, la dottoressa Celia Connor. Mentre esce di casa, Elena incontra Caleb Smallwood, il cugino di Tyler, da alcuni mesi in città, che le consegna una rosa che ha trovato in veranda. Durante il tragitto, Bonnie si punge e il sangue forma, sul suo braccio, il nome di Celia. Alla stazione, la giovane dottoressa rischia la vita: la sua sciarpa resta impigliata nelle porte del treno e, quando il convoglio parte, rischia di morire, ma l'intervento di Stefan, che usa i suoi poteri di vampiro, la salva. I brandelli della sciarpa, però, formano questa volta il nome di Meredith. Il gruppo va dalla signora Flowers per cercare di capire cosa stia succedendo. Bonnie riesce a cadere in trance e rivela a tutti che una forza oscura è arrivata a Fell's Church, portata da Elena. Mentre la giovane strega riesce a convincere la signora Flowers a darle lezioni di magia, il gruppo organizza i turni di guardia a Meredith. Il giorno dopo, durante un picnic a Hot Springs, la ragazza si tuffa con gli altri da una cascata e rischia di annegare, trattenuta sul fondo della polla d'acqua da un groviglio di alghe. Stefan ed Elena si tuffano in acqua: dopo molti sforzi, il vampiro riesce a liberarla e a portare a riva sia lei che Elena, che ha battuto la resta rischiando di annegare. Il ragazzo rivela ad Elena, Bonnie, Matt, Alaric e Celia che le alghe hanno formato, sulle gambe di Meredith, il nome di Damon. Gli amici, stupiti, si dividono: Elena deve andare al saggio di danza della sorellina Margaret, mentre Stefan va a casa Smallwood per tenere d'occhio Caleb. Poco dopo l'incidente di Meredith, infatti, ha visto una persona che li spiava e che è scappata quando Matt ha cercato di andarle incontro. Elena, nel mentre, devia per il cimitero per andare a trovare i suoi genitori e, mentre parla alla loro tomba, qualcuno le chiude la bocca per non farla urlare. Dopo un attimo di paura, la giovane si accorge che si tratta di Caleb, che si scusa per averla spaventata e per essere scappato da Hot Springs, e che le chiede come sta, avendola vista priva di sensi. Mentre parlano, arriva Stefan che, avendo scoperto delle loro foto in un capanno degli Smallwood, picchia Caleb, riducendolo quasi in fin di vita. Elena, sconvolta per quello che ha fatto e per non essere riuscita a fermare il suo ragazzo, chiama il 911; Stefan, invece, se ne va. Al pensionato della signora Flowers, contemporaneamente, Meredith rivela il segreto sulla sua professione e sulla sua natura ad Alaric, rassicurandolo però che, grazie all'intervento delle Guardiane, non è più una mezza vampira. In soggiorno, intanto, Celia fa accidentalmente cadere dei gomitoli di lana, i cui fili compongono il nome di Bonnie. Il gruppo si prepara, così, per proteggere l'amica: Bonnie, però, approfitta del calar della notte per prendere un libro di magia nera della signora Flowers ed evocare Damon dal mondo dei morti. La giovane strega non ci riesce, ma richiama, al contrario, una nuvola nera che le entra nei polmoni, fomentando i sentimenti oscuri che già lei, come gli altri amici, provava: Bonnie, infatti, non sopporta più di essere ignorata e che tutte le attenzioni siano rivolte ad Elena; Stefan è geloso del rapporto tra la sua ragazza e suo fratello, Matt di quello tra Stefan ed Elena, Meredith teme che Celia possa portarle via Alaric, Elena invidia Bonnie perché Damon è morto per salvarla. La giovane Gilbert, mentre Bonnie compie i suoi rituali, si risveglia dopo aver sognato Damon e lo trova nella sua stanza: il vampiro si è risvegliato nel Mondo Sotterraneo e, aiutato dall'amico Sage, ha recuperato le forze, tornando a Fell's Church.

## Edizioni
- Lisa Jane Smith, Il diario del vampiro. La maschera, Nuova Narrativa Newton, 2012,  pp. 208 pagine, ISBN 978-88-541-3783-7.
- Lisa Jane Smith, Il diario del vampiro. La maschera, Newton Compton collana King, 19 luglio 2018, pp. 219 pagine, ISBN 978-8822717832